# Josefismo
Josefismo ou Josefinismo foi uma teoria política introduzida durante o reinado de José II do Sacro Imperador Romano-Germânico que alterou as relações que até então existiam entre a Igreja Católica e os territórios dos Habsburgos. De acordo com esta visão, a Igreja só teria potestade moral sobre os fiéis, e, em consequência, as questões de caráter secular no território austríaco — incluída aí a administração da própria Igreja — deveriam ficar submetidas às leis e autoridades do Estado. Também se suprimiram as isenções e dispensas outorgadas pelo papa no território austríaco porque se  considerava que afetavam a soberania do próprio monarca.